# Vlag van Oeganda

Vlag van Oeganda

De vlag van Oeganda werd aangenomen op 9 oktober 1962 en bestaat uit zes horizontale banden in de kleurencombinatie zwart-geel-rood-zwart-geel-rood. In het midden staat een witte cirkel met daarin het nationale symbool: de grijze kroonkraan. Dit ontwerp is in gebruik als civiele vlag, staatsvlag en oorlogsvlag, waarmee alle functies van de nationale vlag van Oeganda vervuld worden.

## Symboliek
De drie kleuren vertegenwoordigen de Afrikanen (zwart), Afrika's zonneschijn (geel) en de Afrikaanse broederschap (rood, de kleur van het bloed dat alle Afrikanen zou verbinden). De kleuren zijn afkomstig uit de voormalige vlag van het Oegandees Volkscongres (Engels: Uganda People's Congress, UPC), een politieke partij die tussen 1960 en 1985 de belangrijkste partij van het land was. Momenteel is ze de grootste oppositiepartij.

## Ontwerp
De Oegandese vlag heeft een hoogte-breedteverhouding van 2:3. De zes banen zijn nemen elk een zesde van de hoogte van de vlag in. De diameter van de witte cirkel is kleiner dan de hoogte van twee banen, zodat deze de gele banen niet raakt.

## Geschiedenis

Vlag van Brits-Oeganda, maart-oktober 1962

De kraanvogel is door de Britten als symbool voor Oeganda bedacht. Tijdens het Britse bewind werd (vanaf 1914) een Brits blauw vaandel gebruikt, bestaande uit een blauw doek met de Britse vlag in het kanton en een kraanvogel in een witte cirkel in het uiteinde.

Vlag van Brits-Oeganda, 1914-1962

Kort voor het verkrijgen van de onafhankelijkheid voerde Oeganda een eigen niet-Britse vlag in. Onder invloed van de Democratic Party van Benedicto Kiwanuka werd in maart 1962 een verticaal gestreepte groen-geel-blauw-geel-groene vlag met een gele kraanvogel in de blauwe baan in gebruik genomen. In april van hetzelfde jaar won het UPC de verkiezingen en de nieuwe leiders besloten om vanaf het verkrijgen van de onafhankelijkheid op 9 oktober 1962 een vlag in de partijkleuren zwart, geel en rood in te voeren. Deze is sindsdien in gebruik gebleven, ook toen het UPC niet meer de dominante partij was.
Het origineel van de vlag, dat in 1962 gemaakt werd, is door president Idi Amin na zijn afzetting in 1979 samen met het originele wapen meegenomen naar Libië en later Saoedi-Arabië. Sindsdien is het zoek, maar de Oegandese regering heeft de Saoedische regering verzocht te helpen bij de teruggave.